# Драгомир (кнез Лужичких Срба)
Драгомир или Добромир, а негде Драговит је био лужичкосрпски кнез од 894. до око почетка 10. века.
Наследио је свог оца Славибора, када је умро 894. године. Распад Великоморавске кнежевине 897. године је узроковао погоршање положаја српских племена, јер је омогућило Саксонцима да нападну Лужичке Србе. Највећа претња им је био Отон I који је послао свог сина Хенрија I Птичара. Последњи отпор се десио 908. године, када су Срби са Мађарима напали Тирингију и Саксонију. У првој половини 10. века, Отон и Хенри су покорили прво Доленчане, Милчане па Лужичане.